# Igreja de Sant'Alessandro

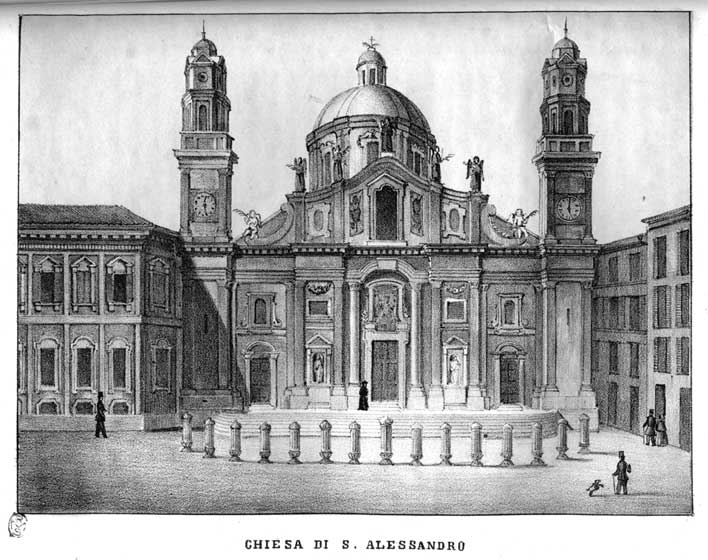
A igreja numa impressão de meados do século XIX

Sant'Alessandro in Zebedia é uma igreja paroquial em Milão, Itália. É um exemplo distinto do antigo barroco lombardo. A igreja original foi construída no século V, sobre as ruínas do Pretório que, segundo a tradição, foi a prisão que albergou o mártir Sant'Alessandro. O nome em Zebedia deriva do nome da prisão em que o mártir estava preso. A sua construção para a ordem Barnabita iniciou-se em 1601 com projeto de Lorenzo Binago.